# Cambarus diogenes
Cambarus diogenes е вид ракообразно от семейство Cambaridae. Видът не е застрашен от изчезване.

## Разпространение и местообитание
Разпространен е в Канада (Онтарио) и САЩ (Айова, Алабама, Арканзас, Вашингтон, Вирджиния, Делауеър, Джорджия, Западна Вирджиния, Илинойс, Индиана, Канзас, Кентъки, Колорадо, Луизиана, Мериленд, Минесота, Мисисипи, Мисури, Мичиган, Небраска, Ню Джърси, Оклахома, Охайо, Пенсилвания, Северна Дакота, Северна Каролина, Тексас, Тенеси, Уисконсин, Флорида, Южна Дакота и Южна Каролина).
Обитава сладководни басейни, реки и потоци в райони с умерен климат.

## Описание
Популацията на вида е стабилна.